# 士麥那鎮區 (阿肯色州波普縣)
士麥那鎮區（英語：Smyrna Township）是位於美國阿肯色州波普縣的一個行政鎮區。

## 地方資料
根據2010年美國人口普查的數據，士麥那鎮區的面積為183.20平方千米，當中陸地面積為183.17平方千米，而水域面積為0.03平方千米。當地共有人口187人，而人口密度為每平方千米1人。